# Джон Пірсон (художник)

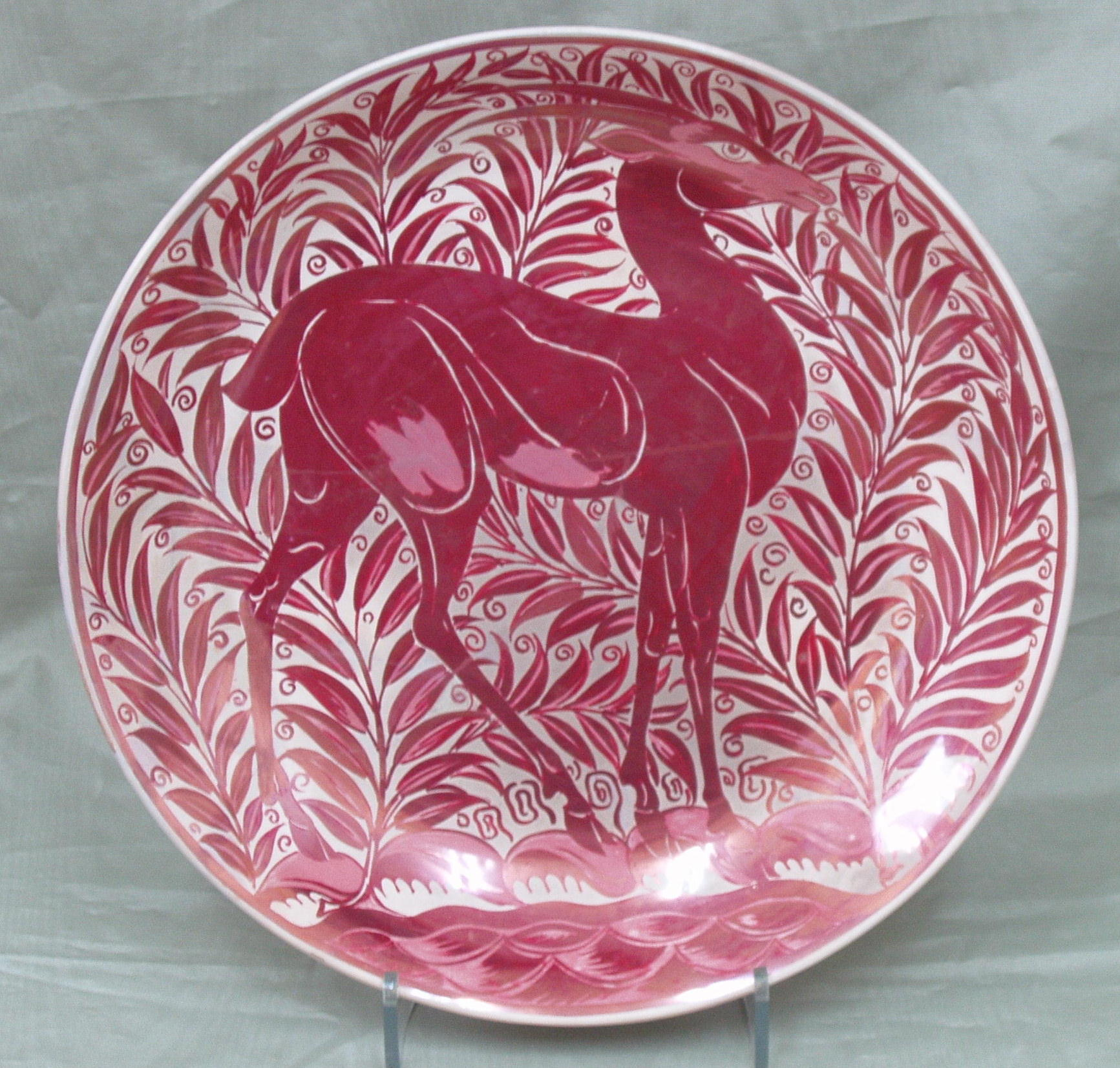
William De Morgan Antelope Charger у червоному глянці, прикрашений Джоном Пірсоном

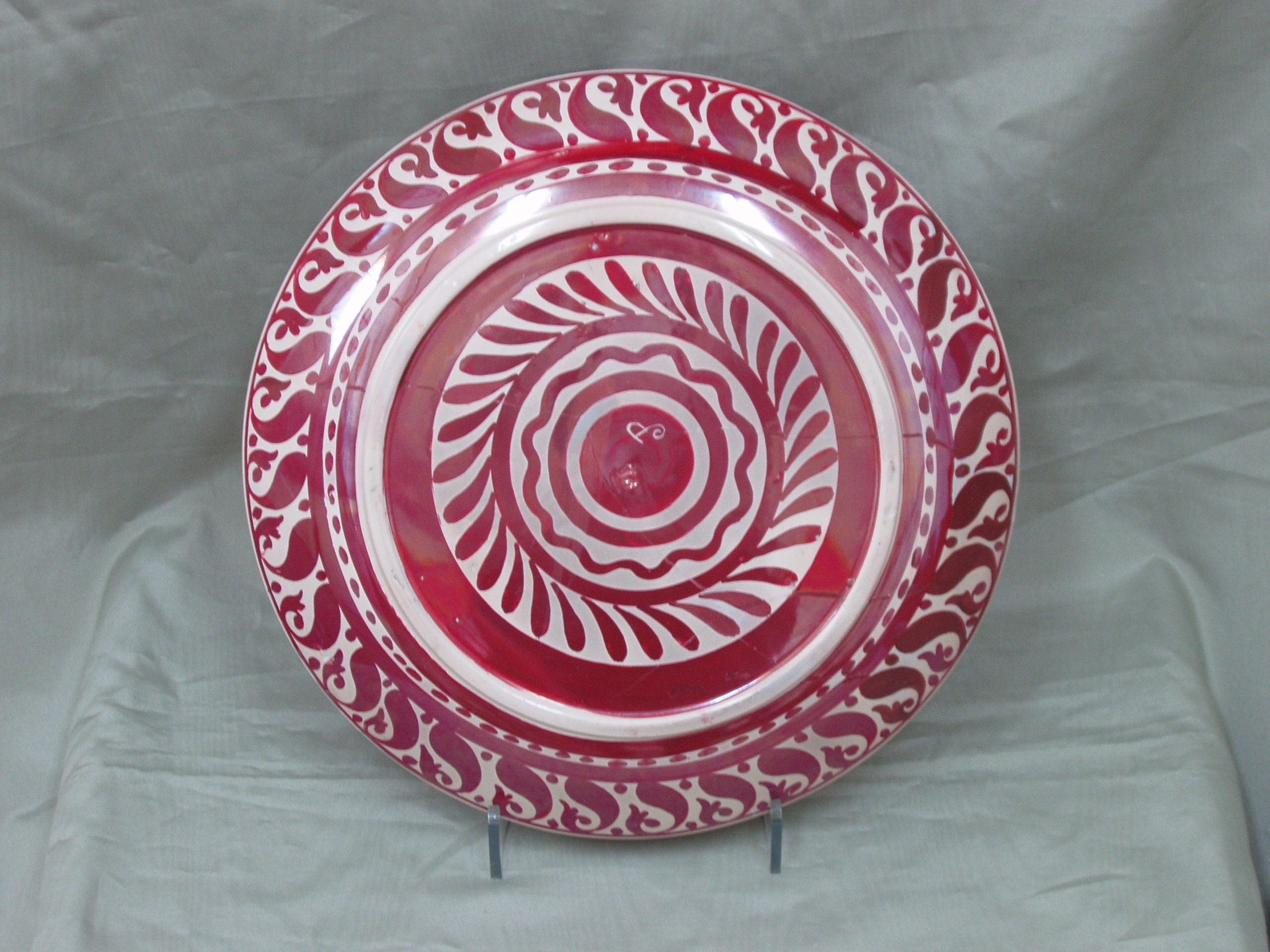
William De Morgan Antelope Charger у червоному блиску, прикрашений Джоном Пірсоном — на зворотному боці зображено знак JP

Джон Пірсон (1859, Ламбет — 1930, острів Кенві) був майстром Ньюлінської школи та гільдії ремесел, активним у період з 1885 до 1910 року. Він спеціалізувався на роботі з міддю, а його стиль поєднує елементи мистецтва та ремесел із сучасним дизайном, відомим як британський модерн.
Разом із Чарльзом Робертом Ешбі Джон Пірсон став одним із засновників Гільдії ремесел у Вайтчепелі, Лондон, у 1888 році. У 1892 році він залишив Гільдію і переїхав до Ньюліна, штат Корнуолл, де розпочав роботу в новоствореній промисловій школі.
На Джона Пірсона значно вплинув Вільям Де Морган (1839—1917), і є свідчення того, що він працював у майстерні Де Моргана, займаючись оздобленням плитки та кераміки, а також виготовленням металевих конструкцій, таких як кріплення для плитки.
Серед найвизначніших творів Джона Пірсона варто зазначити чотири великі мідні таблички, що символізують землю, повітря, вогонь і воду, які прикрашають фасад художньої галереї Newlyn. Окрім роботи в майстерні Де Моргана, Пірсон також був старшим металістом у Гільдії ремесел і Ньюліні. Він працював самостійно як металіст і займався декоруванням кераміки.